# USS Ralph Johnson (DDG-114)
El USS Ralph Johnson (DDG-114) es un destructor de la clase Arleigh Burke en servicio con la Armada de los Estados Unidos. Fue puesto en gradas en 2015, botado en 2016 y asignado en 2018.

## Construcción

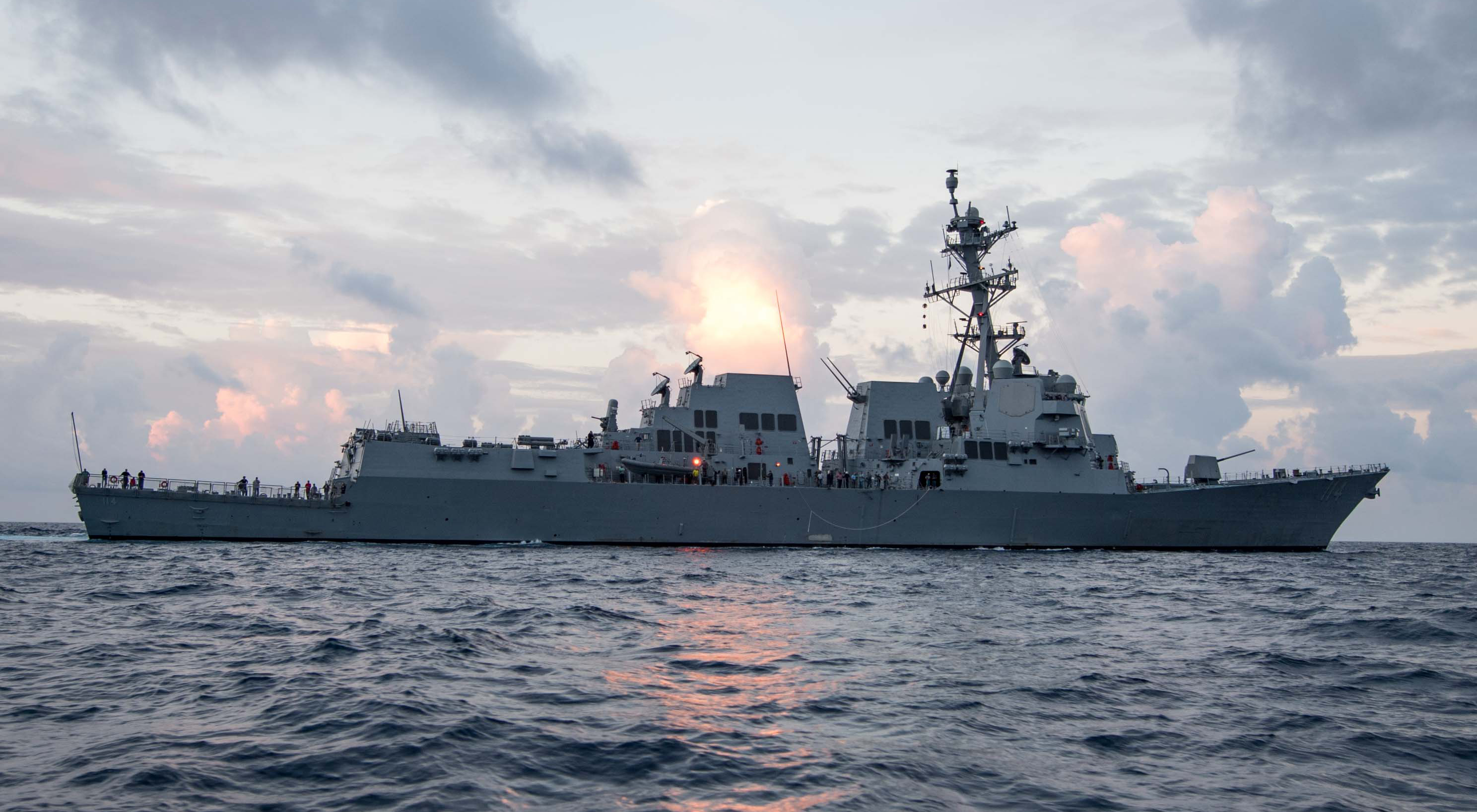
El USS Ralph Johnson (DDG-114) durante sus pruebas de mar, en el año 2017.

Construido por el astillero Ingalls Shipbuilding (Pascagoula, Misisipi), fue puesto en gradas el 12 de diciembre de 2015, botado el 2 de abril de 2016 y asignado el 24 de marzo de 2018. Su nombre USS Ralph Johnson honra al cabo primero Ralph H. Johnson, caído en 1968 durante la guerra de Vietnam.